# Super Mario RPG
Super Mario RPG, med undertitlen Legend of the Seven Stars i sin nordamerikanske udgivelse, er et rollespil udviklet af Square og udgivet af Nintendo til Super Nintendo Entertainment System. Spillet blev udgivet den 9. marts 1996 i Japan og den 13. maj 1996 i Nordamerika. Nintendo udgav spillet til Wiis Virtual Console-tjeneste i 2008 og til Wii Us Virtual Console-tjeneste i slutningen af juni 2016. Nintendo har også genudgivet Super Mario RPG i september 2017 som en del af Nintendo Classic Mini: Super Nintendo Entertainment System.
Super Mario RPG er det første computerrollespil i Mario-serien. Dets spilmekanikker har grundlæggende ligheder med andre rollespil fra Square, såsom Final Fantasy-serien, med en historie og actionbaserede spilmekanikker afledt af Super Mario-serien.